# 花ひらく貞操帯
『花ひらく貞操帯』（はなひらくていそうたい、イタリア語: La cintura di castità, 「貞操帯」の意）は、1967年（昭和42年）製作・公開、パスクァーレ・フェスタ・カンパニーレ監督のイタリア映画である。イタリア式コメディの1作である。

## 略歴・概要

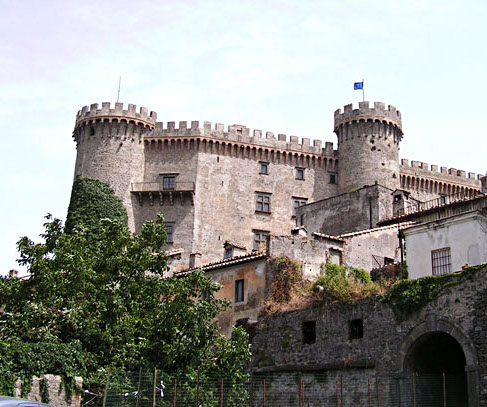
ロケセットとして使用した城

本作は、1967年、ローマの映画会社ユリア・フィルムが製作、ラツィオ州ローマ県ブラッチャーノ、および同市内の実際の城をロケセットに使用してロケーション撮影を行い、完成した。
本作は、ワーナー・ブラザースが世界配給を行い、同年12月にイタリアで、アメリカ合衆国では1969年（昭和44年）9月に公開された。イタリアでは、メドゥーザ・フィルム傘下のメドゥーザ・ヴィデオが、2006年（平成18年）9月20日、「93分」版のDVDを発売した。
日本では、ワーナー・ブラザース日本支社が配給して1968年（昭和43年）5月23日に公開された。ビデオグラムは発売されていない。

## スタッフ
- プロデューサー : フランチェスコ・マッツェイ （Francesco Mazzei [4]）
- 監督 : パスクァーレ・フェスタ・カンパニーレ
- 原案 : ウーゴ・リベラトーレ （Ugo Liberatore）
- 脚本 : ルイジ・マーニ （Luigi Magni）、ラリー・ゲルバート （Larry Gelbart）
- 撮影 : カルロ・ディ・パルマ
- 美術 : ルチアーノ・スパドーニ （Piero Poletto [5]）
- 装置 : ダリオ・ミケーリ （Italo Tomassi）
- 衣裳 : マリア・デ・マッテイス （Danilo Donati）
- 編集 : ガブリーオ・アストーリ （Gabrio Astori [6]）、チャールズ・ネルソン （Charles Nelson）
- 音楽 : リズ・オルトラーニ

## キャスト
クレジット順
- トニー・カーティス - グェッランド・ダ・モントーネ
- モニカ・ヴィッティ - ボッカドーロ

アルファベット順
- ニーノ・カステルヌオーヴォ - マルクルフォ
- フランコ・ファンタジア （Franco Fantasia）
- ダダ・ガッロッティ （Dada Gallotti）
- イーヴォ・ガッラーニ （Ivo Garrani） - パンドルフォ公爵
- ガブリエッラ・ジョルジェッリ （Gabriella Giorgelli） - 端役
- ヒュー・グリフィス - イブン・アル・ラシド
- フランチェスコ・ムーレ （Francesco Mulé） - 端役
- マリエッラ・パルミク （Mariella Palmich）
- ウンベルト・ラオー （Umberto Raho） - 端役
- ジョン・リチャードソン （John Richardson） - ドラゴーネ
- フランコ・スポルテッリ （Franco Sportelli） - 端役
- レオポルド・トリエステ （Leopoldo Trieste） - 端役
- ミレーナ・ヴコティッチ （Milena Vukotic） - ヴェールをつけた女性（ノンクレジット）

## 関連事項
- 1969年の日本公開映画
- イタリア式コメディ
- 貞操帯
- 十字軍
- メドゥーザ・フィルム （it:Medusa Film）

## 註
1. 1 2 3 4 5  La cintura di castità, インターネット・ムービー・データベース （英語）, 2011年2月15日閲覧。
2. ↑  La Cintura di Castita, allmovie （英語）, 2011年2月15日閲覧。
3. ↑  花ひらく貞操帯、allcinema ONLINE, 2011年2月15日閲覧。
4. ↑  Francesco Mazzei - IMDb（英語）, 2011年2月15日閲覧。
5. ↑  Piero Poletto - IMDb（英語）, 2011年2月15日閲覧。
6. ↑  Gabrio Astori - IMDb（英語）, 2011年2月15日閲覧。